# Теорија одраза
Теорија одраза је филозофска концепција која тврди да је људско сазнање одраз објективне стварности у људској свести. Ова теорија претпоставља да се спољашњи свет одражава у људском уму кроз перцепцију, размишљање и појмове.

## Основни принципи теорије одраза
Теорија одраза заснива се на материјалистичком схватању да постоји објективна стварност независна од људске свести и да је могуће упознати је путем чула и разума. Основни принципи укључују:
- Објективна стварност: Свет постоји независно од људске свести.
- Свест као одраз стварности: Људска свест одражава објективну стварност.
- Постепено сазнање кроз праксу: Људи побољшавају своје разумевање стварности кроз искуство и друштвену праксу.
- Активна улога свести: Свест не само да пасивно прима одраз стварности, већ је и обрађује и користи за промену стварности.

## Историјски развој
Теорија одраза има дубоке корене у филозофској традицији, посебно у материјализму. У модерном облику, развијена је у марксистичкој филозофији као део дијалектичког материјализма. Карл Маркс и Фридрих Енгелс су тврдили да људска свест одражава материјалне услове друштва и да се мења са променама у тим условима.

## Критике теорије одраза
Критичка теорија, посебно Франкфуртска школа, одбацује пасивистичку теорију одраза и идеалистички конструктивизам. За њу је неприхватљиво дијаматовско учење о непроменљивим дијалектичким законима кретања универзума. Критичка теорија инсистира на историјској променљивости друштвене стварности и на историчности саме теорије, односно на међусобној условљености мисаоног и историјског развоја.

## Теорија одраза у књижевности
У књижевној теорији, теорија одраза се односи на схватање да књижевност одражава стварност. Овај приступ је био доминантан у 19. веку, где је писац виђен као медијатор који верно приказује друштвене односе и реалност. На пример, Балзак је, према Енгелсу, по политичким убеђењима био ројалиста и конзервативац; али као писац одражава истину о друштвеним односима, што значи да је био огледало тих односа у литератури.

## Закључак
Теорија одраза је значајан филозофски концепт који подржава материјалистички поглед на свет и тврди да људска свест објективно одражава стварност. Иако је била основа за марксистичку теорију сазнања, остала је предмет дебате у савременој филозофији и науци.